# Hugo Kaufmann

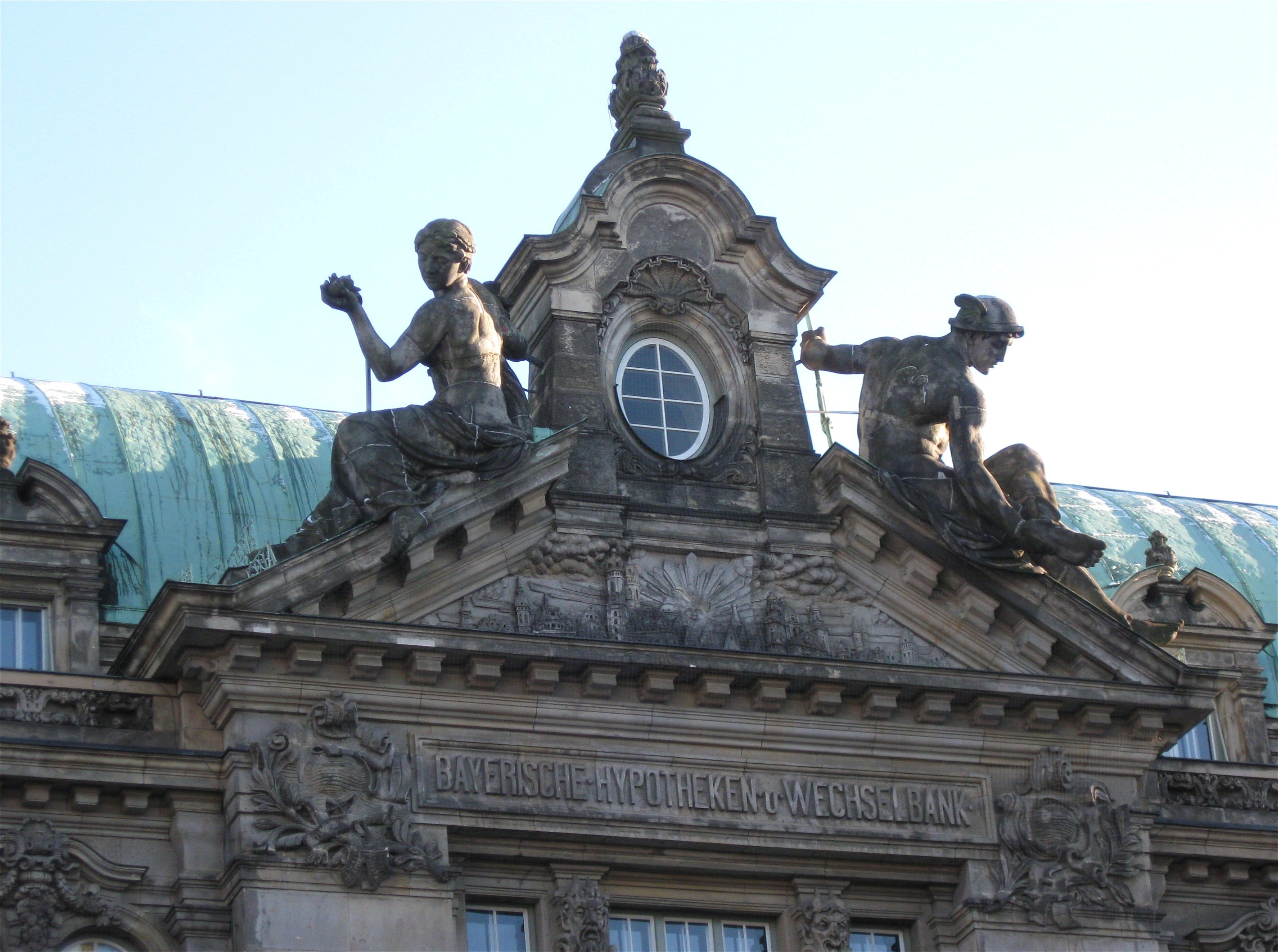
Fassadenschmuck am ehemaligen Verwaltungsgebäude der Bayerischen Hypotheken- und Wechselbank, Kardinal-Faulhaber-Str. 10, München

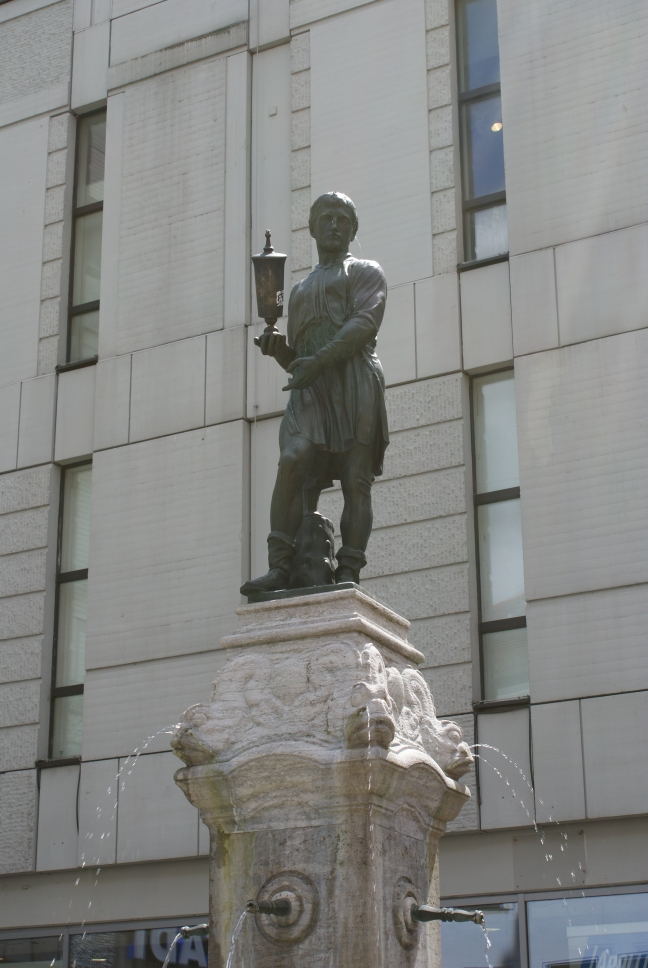
Goldschmiedebrunnen, Martin-Luther-Platz, Augsburg

Hugo Kaufmann (* 29. Juni 1868 in Schotten; † 14. Mai 1919 in München) war ein deutscher Bildhauer und Medailleur des Späthistorismus.

## Leben
Kaufmann entstammte einer jüdischen Familie aus dem hessischen Vogelsbergkreis. Ab 1884 besuchte er in Hanau die Zeichenakademie und in Frankfurt am Main die Gewerbeschule und die Städel-Kunsthochschule unter Gustav Kaupert. Ab 1888 studierte er an der Akademie der Bildenden Künste München, wo er in die Klasse von Wilhelm von Rümann aufgenommen wurde. Kaufmann wurde 1904 zum Professor ernannt. Er lebte und arbeitete bis 1907 in München, siedelte dann nach Berlin um und kehrte 1917 wieder nach München zurück, wo er bereits zwei Jahre später erst fünfzigjährig starb.
Hugo Kaufmann war Mitglied im Deutschen Künstlerbund.

## Werke
Kaufmanns Skulpturen aus Stein und Bronze orientieren sich am Schönheitsideal der klassischen Antike, typisch sind kraftvolle athletische Körper. Vielfach findet sich in seinem Werk der große pathetische Gestus mit einer Tendenz zum Kolossalen.
- Allegorische Sitzfiguren Flößerei und Kunst (Ludwigsbrücke, München, „Kunst“ im Krieg zerstört und durch Figur von Elmar Dietz ersetzt), 1894–1895[3]
- Bauplastik am Verwaltungsgebäude der Hypotheken- und Wechselbank (Kardinal-Faulhaber-Str. 10, München), 1895–1896, Sandstein[4]
- Goethemedaille für die 150. Geburtstagsfeier in der Stadt Frankfurt (Kunsthalle Bremen), 1899[5]
- Merkurbrunnen (Tal 13, München, ursprünglicher Standort Eschenanlage), 1902, nach einem Entwurf von Friedrich von Thiersch, Bronze, Stein[4][6]
- Denkmal für die Vorkämpfer der Deutschen Einheit (Paulsplatz, Frankfurt am Main), 1903, Travertin, Bronze[7][8]
- Allegorien der Kraft und der Einheit (auf der Attika des ehemaligen Bayerischen Armeemuseums, heute Mitteltrakt der Bayerischen Staatskanzlei), 1899–1905[9]
- Statue Christoph des Starken an der Südfassade des Neuen Rathauses (Marienplatz 8, München), vor 1908, Stein[10]
- Goldschmiedebrunnen (Martin-Luther-Platz, Augsburg), 1912, Bronze, Stein